# The BOBs
The BOBs (Best of the Blogs) est un concours international de blogs organisé tous les ans depuis 2004 par la radiotélévision allemande Deutsche Welle. Le concours démarre au début du mois de septembre et se termine par une soirée officielle de remise des prix, qui a lieu à la mi-novembre à Berlin. À travers les BOBs, la Deutsche Welle s’attache particulièrement à promouvoir la liberté de presse et d’information dans de nombreux pays du monde. Depuis 2005, la Deutsche Welle décerne un prix en coopération avec l’organisation Reporters sans Frontières. Les BOBs sont ouverts à tous les blogs, podcasts ou vidéoblogs rédigés ou produits dans l’une des 10 langues du concours : allemand, anglais, arabe, chinois, espagnol, farsi, français, néerlandais, portugais et russe.

## Catégories du concours
Les BOBs décernent un prix dans cinq catégories toutes langues confondues, ainsi qu’un prix par langue, soit au total 15 prix. Voici les catégories de l’édition 2007 :
• Meilleur Blog • Meilleur Podcast • Meilleur Vidéoblog • Prix Reporters sans Frontières • Prix Blogwurst • Meilleur Blog par langue (un prix pour chacune des 10 langues du concours)

## Particularités
Les BOBs déterminent à la fois des lauréats du jury et du public. Chaque prix est doublement décerné : le prix du public par un vote en ligne ouvert à tous, le prix du jury par un jury international composé de blogueurs et spécialistes des blogs. Celui-ci se réunit à Berlin en novembre et choisit ses lauréats parmi les finalistes.

## Blogopédia
Blogopédia est un catalogue de blogs international en dix langues, disponible tout au long de l’année sur le site des BOBs. On peut y inscrire son blog selon différents critères tels que titre, auteur, langue, pays et type de blog. Blogopédia accueille des blogs, podcasts et vidéoblogs. Tous les blogs inscrits dans Blogopédia peuvent être notés et commentés.

## Lauréats 2006
- Meilleur Blog: Sunlight Foundation (Prix du jury), Lisa Neun (Prix du public)
- Prix Reporters sans Frontières: Tanine Sokut und Kosoof (Prix du jury), Blog da Alcinéa Cavalcante (Prix du public)
- Meilleur Podcast: Muzimei Studio (Prix du jury), Haftegi (Prix du public)
- Meilleur blog professionnel: Football-Club (Prix du jury), Blog do Tas (Prix du public)
- Prix Blogwurst: aref-adib (Prix du jury), Unusual Real Man (Prix du public)
- Meilleur blog en français: La Buvette des Alpages (Prix du jury et du public)
- Meilleur blog en arabe: Jar el Kamar (Prix du jury), Nostalgic Story Teller (Prix du public)
- Meilleur blog en chinois: The Colourful World - Shuweicao's Blog (Prix du jury), The Colourful World - Shuweicao's Blog (Prix du public)
- Meilleur blog en néerlandais: Bureau Belgrado (Prix du jury), Bieslog (Prix du public)
- Meilleur blog en anglais: PaidContent.org (Prix du jury), Black Looks (Prix du public)
- Meilleur blog en allemand: Letters from Rungholt (Prix du jury), Beetlebum (Prix du public)
- Meilleur blog en farsi : Zeitun (Prix du jury), An soie Diwar (Prix du public)
- Meilleur blog en portugais: Apocalipse Motorizado (Prix du jury), Garotas Que Dizem Ni (Prix du public)
- Meilleur blog en russe: Magazeta: All about China (Prix du jury), Magazeta: All about China (Prix du public)
- Meilleur blog en espagnol: La Huella Digital (Prix du jury), Mangas Verdes (Prix du public)

Les lauréats du jury de la catégorie « Meilleur blog » des dernières années sont : Sunlight Foundation (2006), Más respeto, que soy tu madre (2005) et 18摸狗日报 (2004).

## Liens
- The BOBs
- Deutsche Welle